# Eugen August Tutter
Eugen August Emil Gottfried Tutter (* 16. November 1879 in Wien; † 27. Mai 1937 in München) war ein österreichisch-deutscher Journalist.

## Herkunft und Familie
Eugen Tutter wurde in Wien geboren und katholisch getauft. Seine Eltern waren Gottfried Tutter (* 1845 in Floridsdorf, Wien; † unbekannt) und Emilie Maria Tutter geb. Bacher Recte Watzer (* 1857; † 1933). Eugen Tutter hatte sieben Geschwister.
Sein Vater Gottfried Tutter geriet 1896 in einen Wirtschaftsskandal, der in Wien als Sensation empfunden wurde. Er war ein bekannter Kaufmann in der Textilbranche. Nach zwei Jahrzehnten in leitender Stellung bei der Wiener Traditionsfirma M. Lorenz & Sohn „zum Mohren“, einer Kurzwaren- und Stoffhandlung, wurde er 1884 Ko-Gesellschafter der Handelsagentur Orsbach und Tutter (vormals Dolfumig und Compagnie) in Wien; sein Partner war Hugo Freiherr von Orsbach. Sie waren für Südosteuropa Generalvertreter der elsässischen Actiengesellschaft für Textilindustrie / Dollfus-Mieg & Co. (DMC) in Mülhausen, einer der größten Garn- und Stoffproduzenten in Europa. Sie unterhielten ein weitverzweigtes Netz von Agenten in mehreren Ländern. 1896 beschuldigte Freiherr von Osbach seinen Geschäftspartner Gottfried Tutter der Unterschlagung. Durch Tutters Verhaftung wurde öffentlich, dass er zehn Jahre lang etwa 100.000 Gulden (in heutiger Kaufkraft geschätzt etwa 1,6 Mio. Euro) unterschlagen hatte.
Eugen Tutter heiratete erst sehr spät. Seine Ehefrau wurde am 10. Dezember 1929 in Wien die Lehrerin und Studienrätin Anna Alice Gebhardt.

## Ausbildung
Er besuchte katholische Privatschulen, so das kaiserlich-königliche Ober-Gymnasium zu den Schotten in Wien und zusammen mit seinem Bruder Karl das kaiserlich-königliche Stiftsgymnasium der Benedictiner zu Melk westlich von Wien. Das humanistische Gymnasium ist eine der ältesten Schulen im deutschen Sprachraum.
Nach der Abiturprüfung (Matura) schrieb er sich an der Universität Wien für ein geisteswissenschaftliches Studium ein. Die Wiener akademische Burschenschaft Moldavia nahm ihn im Jahr 1900 auf. Im Juni 1902 forderte Tutter einen Studenten zu einem nächtlichen „Renkontre“, einem Spontanzweikampf von Verbindungsstudenten auf offener Straße, und verletzte diesen leicht. Er hielt ihn fälschlicherweise für ein Mitglied der jüdischen Studentenverbindung A.V. Kadimah. Der Fall wurde öffentlich durch die Zeitungen bekannt. Das Bezirksgericht Wien-Josephstadt verurteilte Tutter zu 200 Kronen Geldstrafe. Tutters Angriff war wohl antisemitisch motiviert. Dafür spricht ein ähnlicher Vorfall wenige Jahre später. Als Tutter, nicht mehr Student, sondern Zeitungsredakteur, 1907 in Czernowitz (Bukowina) auf offener Straße zwei Mitglieder der jüdischen Verbindung Hebronia, Studenten der Franz-Josephs-Universität, anfeindete, forderten diese ihn zum „Renkontre“ auf. Zeitungen berichteten übereinstimmend, Tutter verweigerte ihnen die Satisfaktion, weil sie jüdisch seien, berichteten Zeitungen übereinstimmend. Tutter wurde blutig geschlagen und musste in einer Rettungsstation ärztlich versorgt werden; der Angreifer wurde verhaftet.

## Journalist im Kaiserreich und der Weimarer Republik
Nach Ende des Studiums suchte Tutter den Einstieg in den Beruf des Journalisten. 1907 wurde Tutter als Mitglied der Redaktion des von Theodor Kornke herausgegebenen deutschnationalen Wiener Deutsches Tagblatt geführt.

### In der Bukowina
In Czernowitz ergab sich für Tutter eine Chance, als verantwortlicher Alleinredakteur eine Zeitung zu leiten. Als die Bukowinaer Rundschau einging, brachten zwei Vereinigungen das Kapital auf, um im März 1907 in die Marktlücke zu stoßen. Als erste kam die Tageszeitung Bukowinaer Volkszeitung als Organ des Jüdisch-politischen Vereins neu auf den Markt, nur wenige Tage später erschien – mit Tutter als Redakteur – das Organ des „Deutschen Volksbundes in der Bukowina“, die deutschnational ausgerichtete Bukowiner Deutsche Zeitung, die ab 10. März 1907 dreimal wöchentlich (Mittwoch, Freitag, Sonntag) ausgeliefert wurde.
In der Stadt und in der ganzen Bukowina erschienen weitere deutschsprachige Zeitungen wie die Czernowitzer Allgemeine Zeitung, Czernowitzer Tagblatt, Bukowinaer Post, Bukowinaer Nachrichten u. a. Tutter gehörte 1910 zu den Gründern des Czernowitzer Journalistenklubs. Tutter wurde in den ersten Vorstand als Schriftführer gewählt. Aus der Initiative entstand 1911 der nicht nur auf die Stadt Czernowitz beschränkte, sondern regional organisierte Bukowiner Journalistenklub. Auch hier wurde Titter zum Schriftführer in den Vorstand gewählt. Der Klub sollte berufsständische Interessen der „Bukowinische Landespresse“ vertreten, und zwar „ohne Rücksicht auf Nationalität, Konfession oder politische Richtung“, zudem soziale Hilfen für Berufsangehörige und die Altersversorgung organisieren.
Als presserechtlich verantwortlicher Redakteur haftete Tutter persönlich für alle Artikel in seinem Blatt. Mindestens drei Mal, 1909, 1910 und 1913 (mit Verspätung) stand Tutter in teilweise überregional beachtete Presserechtsprozesse vor dem Schwurgericht wegen „Vergehen gegen die Sicherheit der Ehre“, also Behauptung falscher Tatsachen oder ehrverletzende Meinungsäußerungen wie Beleidigung, üble Nachrede, Verleumdung oder ähnliche Handlungen. Im ersten Fall 1909 ging es nicht um einen Artikel Tutters, sondern eines freien Mitarbeiters. Die in den örtlichen Zeitungen geführte politische Fehde zwischen dem deutschnationalen Lager, zu dem Tutters Blatt zählte, und Anhängern des christlich-sozialen Lokalpolitikers, Regierungsrat Joseph Wiedmann, wuchs sich zu einem örtlichen Skandal aus. In mehreren Artikeln beschuldigte Tutters Blatt einen Ober- und einen Hilfslehrers des Gymnasiums der Unterschlagungen und Betrügereien. Vor Gericht konnten Tutter und der Autor dafür Wahrheitsbeweise vorlegen. Sie gewannen den Prozess, das Gericht sprach beide frei. Monate nach dem Prozess kam es zwischen Tutter und dem hohen Beamten und Politiker, Regierungsrat Wiedmann, zu einem öffentlichen Handgemenge.

### In Österreich
Im Februar 1912 wurde Eugen Tutter Chefredakteur beim Vorarlberger Volksfreund in Dornbirn. Die Zeitung wurde vom „Deutschfreiheitlichen Verein“ herausgegeben. Sie erschien dreimal in der Woche (Dienstag, Donnerstag, Samstag). Er wurde Nachfolger des prägenden Chefredakteurs Franz Thurn (1901–1912). Der Volksfreund war ein deutschfreisinnig-deutschnationales Blatt, das sich antiklerikal gab und die Los-von-Rom-Bewegung unterstützte. Es geriet in völkisches Fahrwasser. Tutter blieb nicht einmal ein Jahr lang an seinem Schreibtisch. Als Tutter im Dezember 1912 das Blatt verließ, bemerkte die christsoziale, katholisch-konservative Konkurrenzzeitung Vorarlberger Volksblatt schnippisch, er sei „klang- und sanglos (!) abgetreten“.

### In Bayern
Im Januar 1913 stellte das eben von Martin Clemens Menghius gegründete Bayerische Depeschenbureau (BDB) in München Tutter als Redakteur ein. Das BDB war eine kurzlebige Nachrichtenagentur, der es u. a. durch Kapitalschwäche nicht gelang, in der Konsolidierungsphase und Kartellbildung telegrafischer Pressedienste mitzuhalten, während sich der Zusammenschluss Telegraphen-Union aus mehreren Medienunternehmen bildete.
In München hielt er gelegentlich Vorträge über die politischen Zustände in Österreich und der Bukowina, insbesondere mit Blick auf die aus seiner Sicht bedrohten Interessen des Deutschtums in Österreich-Ungarn.
Während des Ersten Weltkriegs war der österreichische Staatsbürger Tutter zeitweise bei der Kommunalverwaltung (Statthalterei) in Graz (Steiermark) beschäftigt.
Anfang der Zwanziger Jahre wurde Tutter Redakteur beim Münchner Korrespondenzbüro Süddeutscher Zeitungsdienst (SZ). Der Nachrichten- und Leitartikeldienst war 1921/22 aus der Süddeutschen Demokratischen Korrespondenz hervorgegangen, einem regionalen Pressedienst der Deutschen Demokratischen Partei (DDP), die erst wöchentlich, dann täglich erschien. Um die wirtschaftliche Basis zu verbreitern, wurde die SDK 1921/22 in den SZ umgewandelt. Die Redaktion gehörte zur Verlagsanstalt München-Pasing GmbH des Medienunternehmers und DDP-Funktionärs Georg Osterkorn. Redaktionsleiter waren Alois Winbauer und Kurt Sendtner (ab 1921). Der SZ belieferte in den 1920er Jahren zwischen 70 und 150 Redaktionen, vor allem Provinzzeitungen außerhalb der Pressemetropole München in Bayern, aber auch in Österreich sowie deutschsprachige Blätter im Sudetenland in der Tschechoslowakei, in Südtirol, Slowenien und Kroatien. Die publizistische Mission und politische Tendenz des SZ drückte sich vor allem in einer reichsfreundlichen Linie und vehementer Ablehnung des radikalen bayerischen Separatismus um Georg Heim und Gustav von Kahr aus, die die Konflikte mit dem Reich schürten. In diesem Sinne versuchte der SZ Zeitungen von links bis rechts zu beeinflussen. Gerade deshalb vermied der SZ, was in der Weimarer Republik ungewöhnlich war, in allen anderen Fragen bewusst eine einseitig parteipolitisch gefärbte Berichterstattung oder Kommentierung.
Als das Unternehmen Mitte der Zwanziger Jahre wirtschaftlich ins Schlingern geriet, kam es durch Druck aus der DDP, insbesondere dem finanziell investierten Reichswehrministers Otto Geßler, zu einem Management-Buy-out. Neue Herausgeber wurden der bisherige Redaktionsleiter Kurt Sendtner, der Kulturredakteur Dr. Curt Meyer und Eugen Tutter. Die drei Herausgeber wurden Ko-Gesellschafter der „Korrespondenzbüro Süddeutscher Zeitungsdienst Sendtner, Tutter und Dr. Meyer Offene Handelsgesellschaft“, Sitz München, die im August 1926 als Gewerbebetrieb angemeldet wurde. Die Weltwirtschaftskrise verursachte ab 1929 große Probleme bei Presseunternehmen, Unternehmen, Verbänden und Institutionen, die die SZ-Korrespondenz im Abonnement bezogen. Am 29. Januar 1931 gab das Münchner Handelsregister die Auflösung der OHG bekannt.
Tutter und Meyer schieden aus dem SZ aus, den Sendtner bis 1939 allein weiterführte. Während Meyer München-Korrespondent beim Fränkischen Kurier (Nürnberg / Fürth) wurde, führte Tutters Weg zur Münchner Zweigstelle des Deutschen Nachrichtenbüros (DNB), der 1933 gegründeten offiziellen quasi-staatlichen Presseagentur.

## Sonstiges
Eugen Tutter erlebte als Passagier am 17. Dezember 1926 die Notlandung eines Flugzeuges der erst im Januar 1926 gegründeten Deutschen Luft Hansa. Tutter flog mit der Maschine D-489 „Etsch“ aus München nach Wien. Sie geriet in ein starkes Schneetreiben. Sie musste bei Ried im Innkreis (Österreich) auf einer Wiese notlanden. Maschine und Passagiere blieben unbeschädigt. Tutter und die anderen Flugpassagiere setzten ihre Reise nach Wien mit der Eisenbahn fort.
Tutter starb im Alter von 57 Jahren an einem Herzschlag an seinem Schreibtisch. Er wurde auf dem Münchener Ostfriedhof begraben. Bei seiner Beerdigung und mehreren Pressenachrufen (auch im NSDAP-Parteiblatt Völkischer Beobachter) wurde deutlich, dass Tutter nicht nur von deutschnationalen Kreisen, sondern von aktiven Staats- und Parteipropagandisten des NS-Regimes sehr geschätzt wurde: Am Grab ehrten ihn von der NSDAP-Reichsleitung Reichshauptamtsleiter und Reichspressestellenleiter Adolf Dresler und Gaupresseamtsleiter Werner, für das DNB der Münchner Chefredakteur Roman Mayr und Chef vom Dienst Otto Daffinger; Kränze legten Tutters früherer Geschäftspartner Curt Meyer für den Korrespondentenklub „Verein Auswärtige Presse e. V.“ (Vorläufer des PresseClub München) und Major Fritz Müller, einer der führenden Publizisten des früheren Verbandes Stahlhelm.